# Floriano (microregio)
Floriano is een van de 15 microregio's van de Braziliaanse deelstaat Piauí. Zij ligt in de mesoregio Sudoeste Piauiense en grenst aan de microregio's Alto Médio Canindé, Bertolínia, Chapadas do Alto Itapecuru (MA), Médio Parnaíba Piauiense, Picos en São Raimundo Nonato. De microregio heeft een oppervlakte van ca. 18.333 km². In 2006 werd het inwoneraantal geschat op 121.544.
Twaalf gemeenten behoren tot deze microregio:
- Canavieira
- Flores do Piauí
- Floriano
- Guadalupe
- Itaueira
- Jerumenha
- Nazaré do Piauí
- Pavussu
- Rio Grande do Piauí
- São Francisco do Piauí
- São José do Peixe
- São Miguel do Fidalgo

Mesoregio's: Centro-Norte Piauiense · Norte Piauiense · Sudeste Piauiense · Sudoeste Piauiense

Microregio's: Alto Médio Canindé · Alto Médio Gurguéia · Alto Parnaíba Piauiense · Baixo Parnaíba Piauiense · Bertolínia · Campo Maior · Chapadas do Extremo Sul Piauiense · Floriano · Litoral Piauiense · Médio Parnaíba Piauiense · Picos · Pio IX · São Raimundo Nonato · Teresina · Valença do Piauí